# サルベ橋
サルベ橋（バスク語 : Salbeko zubia, スペイン語 : Puente de la Salve）は、スペイン・バスク州ビスカヤ県ビルバオにある斜張橋。正式名称はスペイン皇太子橋（バスク語 : Espainiako Printzeak zubia, スペイン語 : Puente Principe de España）。

## 歴史
1972年、ビルバオ市街地北部でネルビオン川右岸と左岸を結ぶために建設された。設計はフアン・バタネロ。スペインで初めて建設された吊橋であり、鉄製の橋床を持つ数少ない橋である。すぐ西側にビルバオ・グッゲンハイム美術館が建設されると、美術館開館10周年の2007年には、フランス人芸術家のダニエル・ビュランによって赤色のゲート(L’arc rouge)が追加された。このポップなゲートはモダンなデザインの美術館の景観に溶け込み、今日では美術館とサルベ橋の組み合わせも人気を得ている。2008年5月には歩行者が橋を渡る際に使用するエレベーターが無料化され、年間20万人の歩行者がこのエレベーターを使用している。ビルバオ・トラムのグッゲンハイム停留所が最寄り駅である。

## 名称
サルベ橋やスペイン皇太子橋の他に、定冠詞を付けてラ・サルベ橋と表記されることもある。ビスケー湾からネルビオン川を上ってきた船員が、この地点でベゴニャ教会の尖塔を見てサルベ（聖母交唱）を歌ったという伝承が名称の由来である。

## ギャラリー

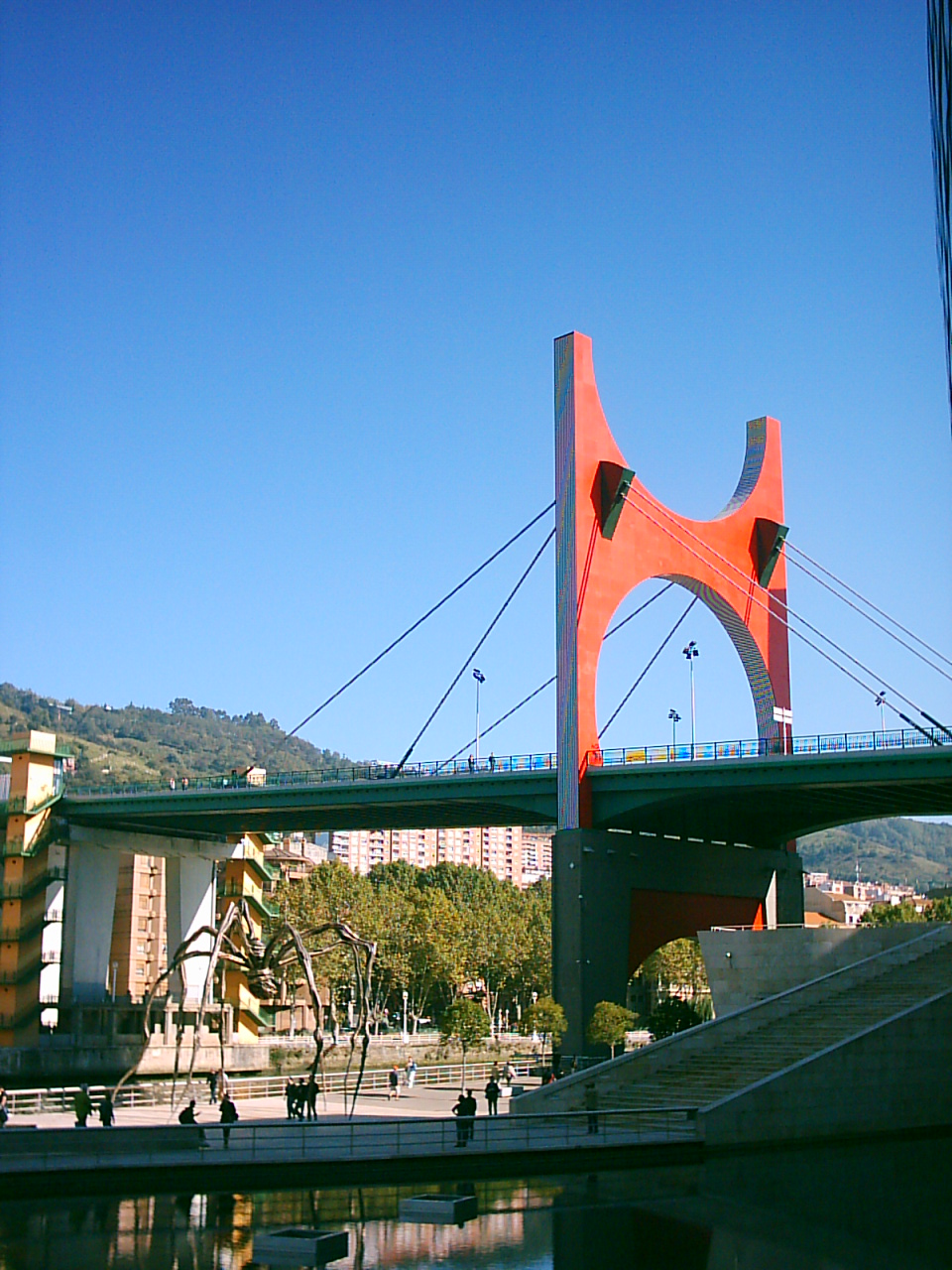
グッゲンハイム美術館から見たサルベ橋
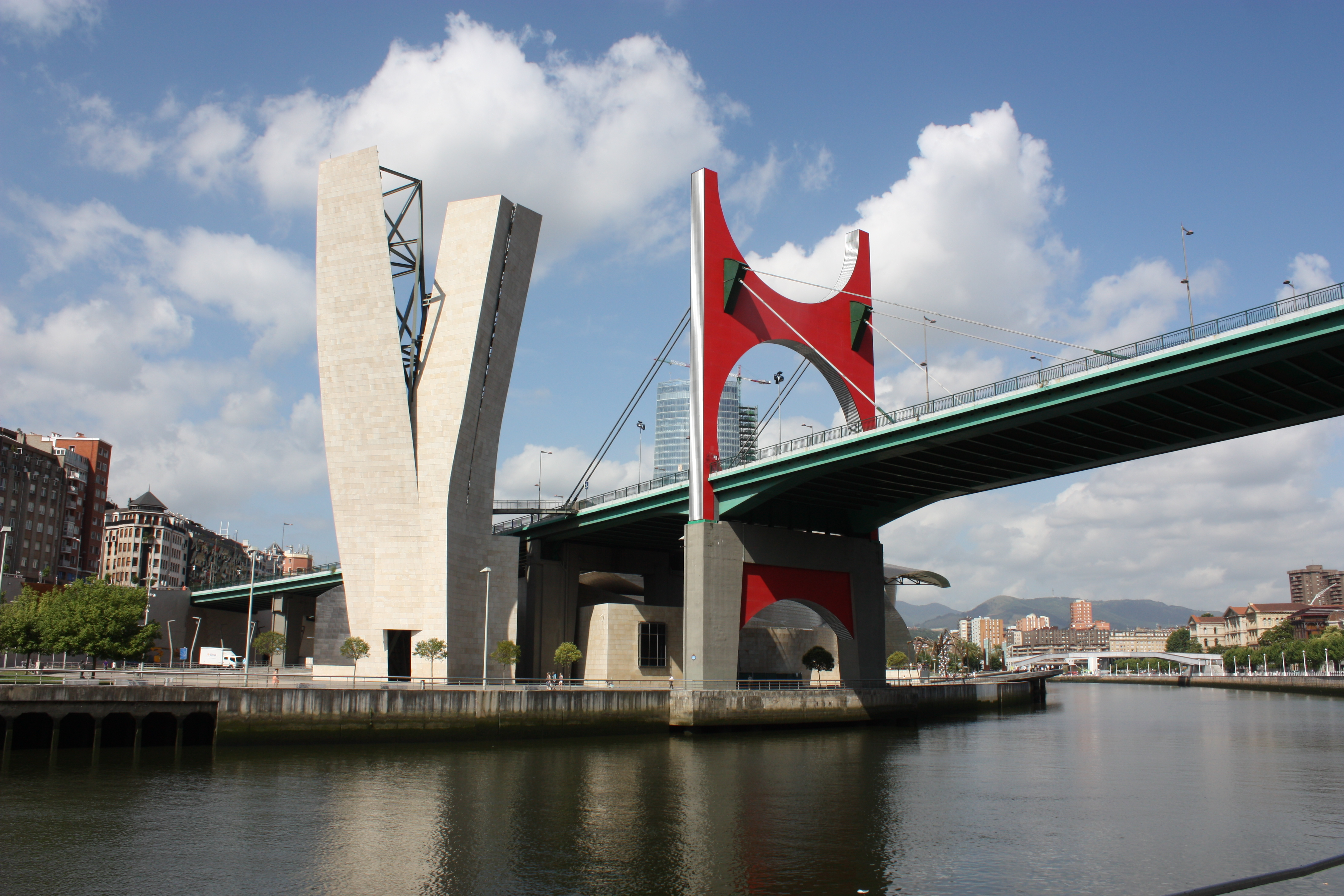
河岸から見たサルベ橋
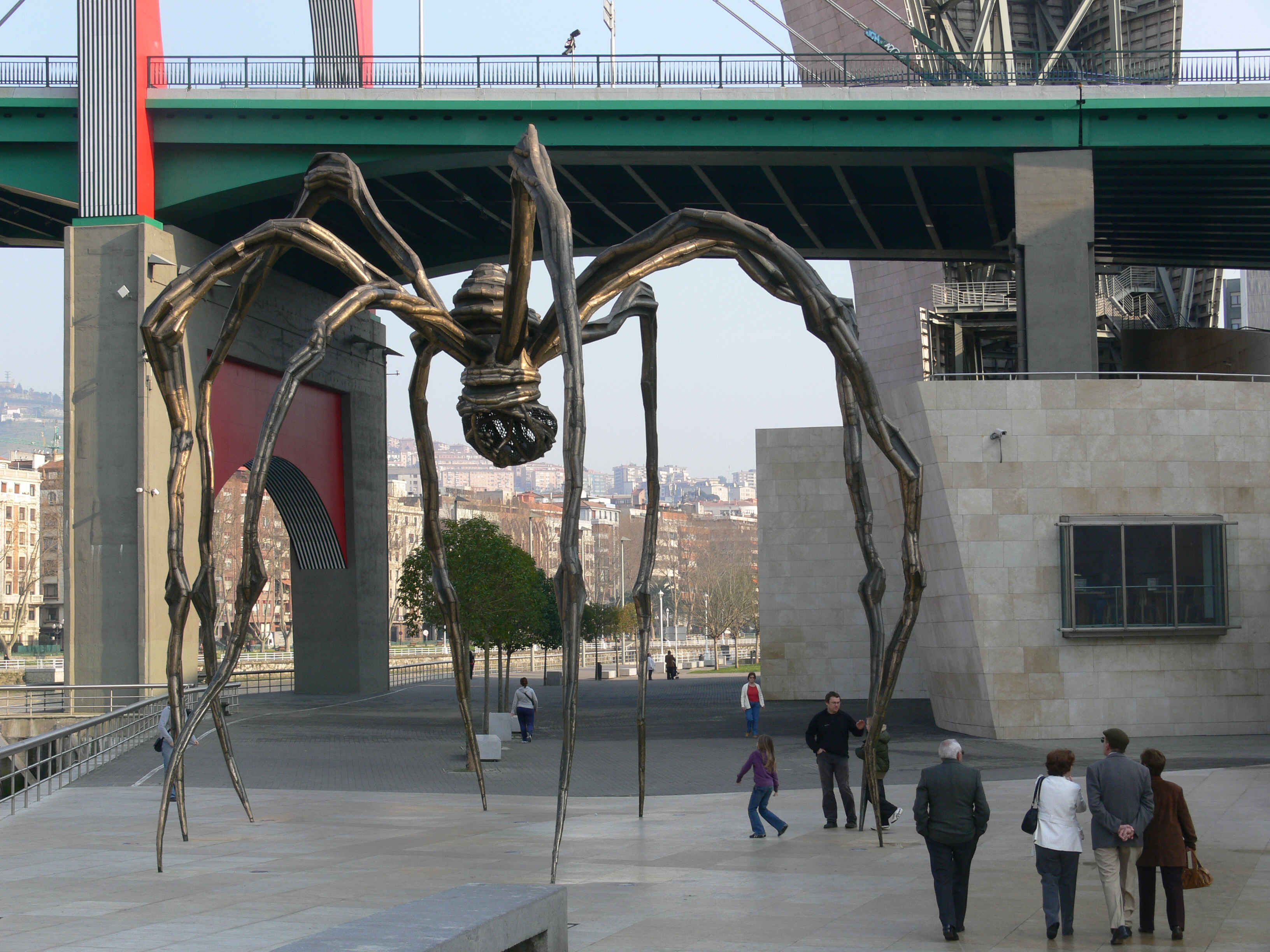
美術館のクモの彫刻と橋桁
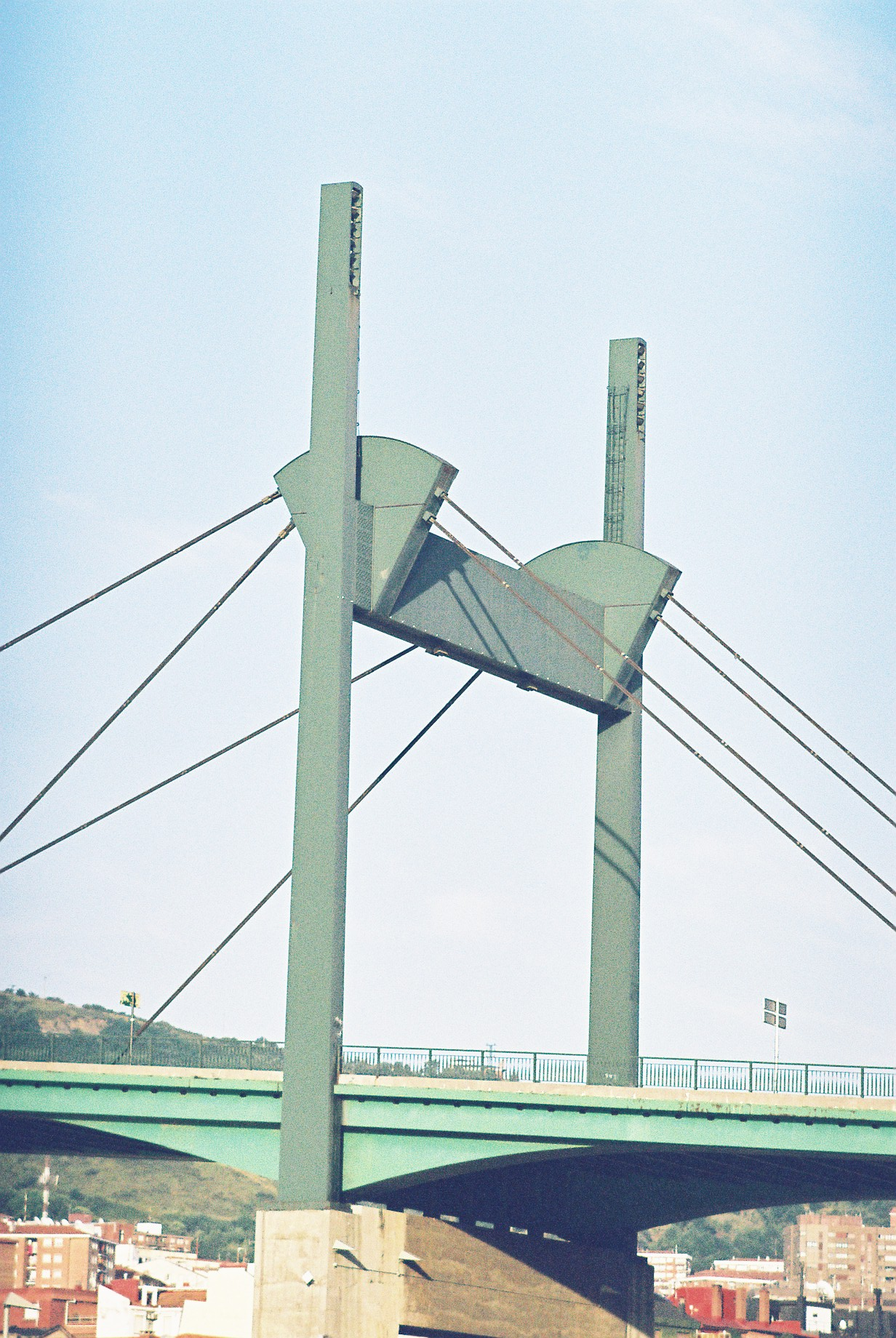
ゲート追加前の橋桁